# Cristina Alger
Cristina Alger (New York, 1980) is een Amerikaans juriste en auteur van spannende romans. 

## Leven en werk
Alger studeerde af aan Harvard en New York University School of Law, was bedrijfsjurist en werkte als analist bij Goldman Sachs voordat ze schrijver werd. Haar vader was de bekende investeringsexpert David Alger, die in 2001 omkwam tijdens de aanslag op de Twin Towers.
De New York Times noemt haar de bestseller auteur van The Banker’s Wife, Girls Like Us, The Darlings en This Was Not the Plan.
Haar boeken zijn onder meer in het Nederlands vertaald en tevens uitgegeven als luisterboek en e-book.

## Privé
Alger woont in New York met haar echtgenoot en kinderen.